# San Pedro el Viejo
|  | Aquest article tracta sobre l'edifici de Jaca. Si cerqueu l'edifici d'Osca, vegeu «Monestir de Sant Pere el Vell». |

San Pedro el Viejo és l'antiga església monacal d'un monestir que es va fundar, en opinió de Domingo J. Buesa, al voltant de l'any 920 al municipi de Jaca, pel Comte Galí II Asnar, amb monjos duts de San Pedro de Siresa, i del qual actualment no queda constància.
De l'església es té constància, a més de per documentació existent, per les excavacions que es van dur a terme, a principis del segle xxi, dirigides per Julia Justes Floría, que van permetre descobrir les restes del que va haver de ser l'antiga església de San Pedro el Viejo. El temple descobert presentava planta rectangular petita amb una capçalera i un altar perfectament definits, i els arqueòlegs van considerar que les restes podien datar-se en la primera meitat del segle x, al voltant de l'any 922 o 930.
Juntament amb les ruïnes de l'església també es van trobar dues zones de necròpolis situades respectivament al sud i al nord de l'església, que van haver d'estar en ús des de mitjan segle x al segle xix, per la varietat de tipologia dels enterraments. Els experts consideren que els enterraments més antics podrien datar-se entre els segles XI i el xiv.
Finalment es va considerar oportú després de la documentació de la troballa, tornar a cobrir-los, tapant-se amb una malla i posteriorment amb sorra que acabava amb una capa de grava.

## Descripció històrica-artística
Jaca va ser un dels nuclis repoblats pel comte Galí II Asnar, per la qual cosa es va expandir el nucli existent i va esdevenir un llogaret fortificat. L'ordenació d'aquesta zona del territori aragonès es va encarregar a una fundació monàstica, normalment de l'orde de Sant Benet, sota la dependència del monestir de Siresa, per la qual cosa van veure normal posar com advocació de l'església a San Pedro. Més tard, en construir-se a Jaca una catedral amb la mateixa advocació, l'església monàstica va passar a cridar-se San Pedro “El Viejo”.
La majoria d'aquests monestirs s'aixecaven en zones no poblades, per això són molt pocs els que es van situar en ciutats. Es pot afirmar que només hi ha dos casos a la província d'Osca, San Pedro de Jaca i San Pedro el Viejo d'Osca.
El fet d'esdevenir del temps va fer necessari que es realitzessin a l'edifici diferents intervencions, així en 1631 es va realitzar una, mentre que en 1732 l'edifici estava en part derruït, per ser finalment demolit, en 1841, com a forma d'eixamplar el carrer en la qual se situava.
L'edifici de l'església de San Pedro el Viejo, formava part d'un conjunt monàstic, un dels tres nuclis de la ciutat medieval de Jaca. Les restes podrien associar-se a una hostatgeria, amb cementiri annex, ja que existeix documentació que tal edifici existia en 1215 i les restes coincideixen cronològicament.
Segons la documentació que es disposa l'església de San Pedro el Viejo tenia unes dimensions de 22 metres de longitud per 7 metres d'ample. I disposava d'una cambra subterrània per a l'enterrament dels monjos que formaven part de la comunitat del complex monàstic a la qual l'església pertanyia.
La planta de l'església és preromànica, d'una sola nau rectangular, i fàbrica de carreus, datada al segle xi.